# Шар, Рене
Рене́ Шар (фр. René Char; 14 июня 1907 года, Л’Иль-сюр-ла-Сорг, департамент Воклюз — 19 февраля 1988 года, Париж) — французский поэт, один из крупнейших лириков XX века.

## Начало биографии
В 1929 году познакомился с Бретоном, Арагоном и другими сюрреалистами, публиковался в журнале «Сюрреалистическая революция», в 1930-м — в журнале «Сюрреализм на службе революции», выпустил вместе с Бретоном и Элюаром книгу стихов «Отставить работы» (1930), но держался в группе особняком, оставаясь своего рода «классиком» среди авангардистов (сборник стихов «Молот без хозяина», 1934, с иллюстрациями В. Кандинского; муз. Пьера Булеза, 1955). После 1935 года отошёл от группы и её коллективных акций, но сохранил связи со многими соратниками.

## Война и послевоенный период
В 1941—1945 годах Шар — участник Сопротивления, сражался в партизанском отряде. Опыт войны обобщён в книге «Листки Гипноса» (фр. Feuillets d'Hypnos; 1946), лежащей на грани между стихом и прозой. Послевоенную книгу стихов «Ярость и тайна» (1948) Альбер Камю назвал «самым поразительным явлением французской поэзии после „Озарений“ Рембо и „Алкоголей“ Аполлинера» (эссе «Рене Шар», 1958).
Позднее Шар жил в своей усадьбе в Провансе, с природой и жизненным укладом которого связана его лирика. В 1955 году он познакомился в Париже с Мартином Хайдеггером. Шар организовал семинары хайдеггеровского кружка в 1966—1969 годах в прованском городке Ле-Тор и деятельно участвовал в их работе; Хайдеггер посвятил Шару свой стихотворный цикл «Замысленное», не раз возвращался к его поэзии в своих статьях и заметках.

## Поздние книги, признание
Шару принадлежат также книги стихов и поэтических афоризмов «Поиск основания и вершины» (1955), «Слово-архипелаг» (1962), «Утраченная нагота» (1971), «Песни Баландраны» (1977), многочисленные эссе о его друзьях-художниках. Рене Шар был удостоен воинских наград, он — кавалер ордена Почётного легиона, Ордена наук и искусств Франции и других. В Лиль-сюр-ла-Сорг открыт его Дом-музей, во Франции учреждена премия его имени молодым поэтам. Столетие поэта широко отмечалось во Франции.
На стихи Шара написано одно из самых известных произведений музыкального авангарда XX века — «Молоток без мастера» Пьера Булеза (1955).

## Полное собрание сочинений
- Œuvres complètes. Paris: Gallimard, 1983 (Bibliothèque de la Pléiade)

## Публикации на русском языке
- Стихи. Перевод В. Козового// Раймон Кено. Анри Мишо. Жан Тардьё. Рене Шар. М.: Прогресс, 1973, с.301 — 389.
- Стихи // Западноевропейская поэзия XX века. М.:Художественная литература, 1977, с.652 — 660.
- Антология французской поэзии. Перевод В. М. Козового. М.: Дом интеллектуальной книги, 2001, с.191 — 224.
- Поэзия французского сюрреализма/ Сост., предисл. и коммент. М. Яснова. СПб: Амфора, 2003, с.299 — 310
- Стихи. Перевод В.Козового// Французская поэзия XX века. М.: Эксмо, 2005, с.267 — 272
- Жальце в бутоне. Альберто Джакометти. Рябь по ту сторону зеркала// Пространство другими словами: Французские поэты XX века об образе в искусстве. СПб: Изд-во Ивана Лимбаха, 2005, с.175 — 180.
- Переводы С. Гончаренко
- Переводы Р. Тазиева